# Качегановська сільська рада
Качега́новська сільська рада (рос. Качегановский сельский совет) — муніципальне утворення у складі Міякинського району Башкортостану, Росія. Адміністративний центр — село Качеганово.

## Населення
Населення — 973 особи (2019, 1313 в 2010, 1590 в 2002).

## Склад
До складу поселення входять такі населені пункти:
| Населений пункт          | Населення, осіб (2002) | Населення, осіб (2010) |
| ------------------------ | ---------------------- | ---------------------- |
| Ак'яр, присілок          | 77                     | 51                     |
| Качеганово, село         | 603                    | 558                    |
| Нові Ішли, село          | 563                    | 467                    |
| Новоніколаєвка, присілок | 21                     | 13                     |
| Петропавловка, присілок  | 75                     | 46                     |
| Таукай-Гайна, село       | 223                    | 156                    |
| Уманка, присілок         | 28                     | 22                     |